# 니시후지와라역
니시후지와라역(일본어: 西藤原駅)은 일본 미에현 이나베시에 위치한 산기 철도 산기 선의 철도역이다. 이 노선의 종착역이며, 섬식 승강장 1면 2선의 구조를 갖춘 지상역이다.

## 이용 현황
| 연도 | 1일 평균 승하차 인원 |
| ---- | -------------------- |
| 1997 | 126                  |
| 1998 | 119                  |
| 1999 | 105                  |
| 2000 | 91                   |
| 2001 | 119                  |
| 2002 | 131                  |
| 2003 | 123                  |
| 2004 | 125                  |
| 2005 | 119                  |
| 2006 | 131                  |
| 2007 | 128                  |
| 2008 | 128                  |
| 2009 | 121                  |
| 2010 | 122                  |
| 2011 | 112                  |
| 2012 | 95                   |
| 2013 | 95                   |
| 2014 | 98                   |
| 2015 | 102                  |
| 2016 | 104                  |

## 역사
- 1931년 12월 23일 : 개업.
- 1987년 3월 : 위탁화.
- 2001년
  - 4월 3일 : 오사카 시멘트 이부키 공장에서 보존되었던 증기기관차 102호가 트레일러로 투입되어, 47년만의 고향 방문을 함.
  - 7월 23일 : 「위스테리아 철도」오픈.
- 2002년 7월 : 신 역사 완성.
- 2015년 3월 29일 : 「위스테리아 철도」운행 종료.
- 2017년 1월 7일 : 정원 철도 오픈.

## 인접 역
| 산기 철도 산기 선      | 산기 철도 산기 선 | 산기 철도 산기 선 |
| ---------------------- | ----------------- | ----------------- |
| 니시노지리 도미다 방면 | ■ 산기 선         | 시·종착역         |